# Sixty Six to Timbuktu
Sixty Six to Timbuktu kompilacijski je album s najboljim uspješnicama britanskog glazbenika i pjevača, Roberta Planta, kojeg 2004. godine objavljuje diskografska kuća Atlantic Records.
Album je objavljen kao dvostruko CD izdanje. Prvi disk sadrži skladbe s Plantovih osam solo albuma, dok se na drugom disku nalaze rariteti. Neke njegove vrlo poznate skladbe nisu objavljene na kompilaciji poput "In The Mood", "Rockin' at Midnight", "Burning Down One Side" i "Hurting Kind (I've Got My Eyes on You)".

## Popis pjesama

### Disk prvi
1. "Tie Dye on the Highway" (Chris Blackwell, Robert Plant) – 5:09
2. "Upside Down" (David Barratt, Phil Johnstone) – 4:10
3. "Promised Land" (Johnstone, Plant) – 4:59
4. "Tall Cool One" (Johnstone, Plant) – 4:37
5. "Dirt in a Hole" (Justin Adams, John Baggot, Clive Dreamer, Charlie Jones, Robert Plant, Porl Thompson) – 4:44
6. "Calling to You" (Blackwell, Plant) – 5:49
7. "29 Palms" (Blackwell, Doug Boyle, Johnstone, Jones, Plant) – 4:51
8. "If I Were a Carpenter" (Tim Hardin) – 3:47
9. "Sea of Love" (Phillip Baptiste, George Khoury) – 3:04
10. "Darkness, Darkness" (Jesse Colin Young) – 5:03
11. "Big Log" (Robbie Blunt, Plant, Jezz Woodroffe) – 5:03
12. "Ship of Fools" (Johnstone, Plant) – 4:58
13. "I Believe" (Johnstone, Plant) – 4:54
14. "Little By Little" (Plant, Woodroffe) – 4:41
15. "Heaven Knows" (David Barratt, Phil Johnstone) – 4:04
16. "Song to the Siren" (Larry Beckett, Tim Buckley) – 4:06

### Disk drugi
1. "You'd Better Run" (Eddie Brigati, Felix Cavaliere) – 2:29
2. "Our Song" (Umberto Bindi/Califano/Clarke) – 2:31
3. "Hey Joe (demo verzija)" (Billy Roberts) – 4:58
4. "For What It's Worth (demo verzija)" (Stephen Stills) – 3:30
5. "Operator" (Alexis Korner, Steve Miller, Plant)  – 4:36
6. "Road to the Sun" (Barriemore Barlow, Robbie Blunt, Phil Collins, Paul Martinez, Plant, Woodroffe) – 5:35
7. "Philadelphia Baby" (Charlie Rich) – 2:13
8. "Red Is for Danger" (Robin George) – 3:38
9. "Let's Have a Party" (Jessie Mae Robinson) – 3:40
10. "Hey Jayne" (Jones, Plant) – 5:23
11. "Louie, Louie" (Richard Berry) – 2:52
12. "Naked if I Want To" (Jerry Miller) – 0:46
13. "21 Years" (Plant, Rainer Ptacek) – 3:30
14. "If It's Really Got to Be This Way" (Arthur Alexander, Donnie Fritts, Gary Nicholson) – 3:59
15. "Rude World" (Ptacek) – 3:45
16. "Little Hands" (Skip Spence) – 4:19
17. "Life Begin Again" (Simon Emmerson, Iarla Ó Lionáird, Mass (sastav), James McNally, Martin Russell) – 6:19
18. "Let the Boogie Woogie Roll" (Ahmet Ertegün, Jerry Wexler) – 2:36
19. "Win My Train Fare Home (live)" (Adams, Baggott, Deamer, Jones, Plant, Thompson) – 6:15